# Syzygium slootenii
Syzygium slootenii är en myrtenväxtart som beskrevs av Elmer Drew Merrill och Lily May Perry. Syzygium slootenii ingår i släktet Syzygium och familjen myrtenväxter. Inga underarter finns listade i Catalogue of Life.